# Río Marbella
El río Marbella es un corto río de Andalucía, España, un afluente del río Guadajoz, llamado río Bailón en el curso alto del mismo. Tiene una cuenca fluvial que drena una superficie de 235,82 km² y 30 km de longitud. Dado que atraviesa terrenos cársticos, no posee agua durante todo el año más que a partir del punto en que recibe el aporte del manantial de Fuente Marbella, considerado el nacimiento de este río. Su caudal es escaso pues abastece la población de Luque.
Sigue una dirección sureste-nornoreste, pasando por numerosos municipios entre ellos los de Luque, Zuheros y Baena, en donde históricamente se ha aprovechado para irrigar algunas huertas. Su vegetación está formada por bosque de ribera y pequeñas vegas cultivadas. El río Marbella vierte sus aguas en el Guadajoz, casi en el límite de los términos municipales de Baena con Castro del Río (Córdoba).